# Ilya Oleynik
Ilya Sergeyevich Oleynik (tiếng Nga: Илья Сергеевич Олейник; sinh ngày 6 tháng 3 năm 1999) là một cầu thủ bóng đá người Nga thi đấu cho FC Kuban-2 Krasnodar.

## Sự nghiệp câu lạc bộ
Anh có màn ra mắt tại Giải bóng đá chuyên nghiệp quốc gia Nga cho FC Kuban-2 Krasnodar vào ngày 24 tháng 3 năm 2018 trong trận đấu với FC Afips Afipsky.